# طراز
تَراز یا طراز (در قزاقی: Тараз) شهری است تاریخی در آسیای میانه که امروزه در خاک کشور قزاقستان واقع شده‌است.
این شهر مرکز استان جامبیل است و ۳۳۰ هزار نفر جمعیت دارد. این شهر پس از شهر آستانه سریع‌ترین رشد را در میان شهرهای آسیای میانه دارد.

## پیشینه نام
نام این شهر را در منابع اسلامی به صورت طراز می‌نویسند و در دوره‌هایی در زبان قزاقی آن را تالاس، جامبیل و اولیاء آتا (Әулие́-Ата) نیز می‌نامیدند.

## تاریخچه

تراز کهن.

طراز در دوره‌ اسلامی  جزئی از پادشاهی سامانیان شد و سامانیان دین اسلام را با خود به این شهر آوردند.  این شهر بعدها تحت سیطره قراخانیان، سلجوقیان، ایلخانان مغول درآمد. 
سلطان محمد خوارزمشاه در ربيع الاول سال ۶۰۷ از شط سیحون گذشت و والی شهر طراز را شکست داد و او را به اسیری به خوارزم آورد و کشت. در آغاز سده شانزدهم میلادی مصادف با روی کار آمدن حکومت صفویه در ایران، طراز که میان ازبکان و قزاق‌ها در محاصره بود ابتدا به دست ازبکان افتاد. بدنبال شکست شیبک خان از شاه اسماعیل صفوی قلمرو ازبک‌ها دچار پریشانی شد و در همین زمان طراز به اشغال نیروهای قزاق درآمد و حاکمیت قزاق‌ها بر طراز تا نیمه قرن نوزدهم دوام آورد. آن‌گاه طراز توسط ارتش روس محاصره شد و سپس به خاک قلمرو روسیه تزاری پیوست. پس از انقلاب بلشویکی اکتبر و فدراسیونی شدن روسیه شهر طراز به جمهوری شوروی سوسیالیستی قزاقستان واگذار شد. پس از استقلال این جمهوری از شوروی تا کنون طراز بخشی از خاک جمهوری قزاقستان است.

## مردم‌شناسی طراز
در روزگار باستان طراز در منطقه شمال سرزمین سغد قرار داشت و به تبع آن ساکنانش عمدتاً سغدیان بودند. سغدی‌ها قومی ایرانی نژاد بودند که به زبان سغدی از زبان‌های ایرانی تکلم می‌کردند. سرزمین سغد به دلیل قرار داشتن در مسیر اصلی جاده ابریشم از اهمیت بالایی برخوردار بود و به نوعی دالان اصلی ارتباط مردم چین و شمال هند با ایرانی‌ها، اروپایی‌ها و تمدن‌های خاور نزدیک بود. پس از ورود ترکان آسیای میانه مانند گوک‌ترک‌ها و نیز چینی‌های هان تغییراتی در ترکیب نژادی منطقه پیدا شد و عناصر ترک‌تبار با مردم بومی آن منطقه آمیخته شدند به گونه‌ای با ترکیب سغدی‌ها و ترکان و چینیان مهاجر و نیز ورود سامانیان به آن منطقه زبان سغدی به سرعت به نفع فارسی و ترکی عقب‌نشینی کرد. امروزه بازمانده‌های سغدیان تنها در دره رود زرافشان در شمال تاجیکستان که در فاصله‌ای نزدیک به طراز قرار دارد یافت می‌شوند. پس از اشغال طراز توسط روس‌ها عنصر روسی هم به درون شهر رخنه کرد. با این وجود تا سال ۱۸۹۷ میلادی ترکیب قومیتی طراز چنین بود:
- ازبک   ۷۲/۰۱٪
- ترکیب تاجیکان فارسی‌زبان و ترکان که روس‌ها به آن‌ها سارت می‌گفتند و حدود ۳٫۲٪ جمعیت شهر را تشکیل می‌دادند. اینان هم‌تبار مردم زرافشان بودند.
- روس‌ها ۱۱٫۶۵٪
- قزاق‌ها و قرقیزها حدود ۵/۰۲٪
- تاجیک‌های فرغانه که عمدتاً بازرگان بودند ۳٫۴۶٪[۱][۲]

پس از تأسیس جمهوری شوروی سوسیالیستی قزاقستان زبان قزاقی میان مردم طراز رواج بیشتری یافت و اندک اندک سایر زبان‌های رایج شهر مانند فارسی، قرقیزی، ترکمنی و ازبکی را کنار زد. امروزه اکثر ساکنان طراز را قزاقی‌زبانان تشکیل می‌دهند. اسلام دین اکثریت مردم طراز است و دین مسیحی نیز دومین دین رایج شهر محسوب می‌شود.

## آب و هوا
طراز شهری مرتفع است و زمستان‌های سخت و سوزان و تابستان‌هایی نسبتاً گرم دارد.
| داده‌های اقلیم طراز      | داده‌های اقلیم طراز | داده‌های اقلیم طراز | داده‌های اقلیم طراز | داده‌های اقلیم طراز | داده‌های اقلیم طراز | داده‌های اقلیم طراز | داده‌های اقلیم طراز | داده‌های اقلیم طراز | داده‌های اقلیم طراز | داده‌های اقلیم طراز | داده‌های اقلیم طراز | داده‌های اقلیم طراز | داده‌های اقلیم طراز |
| ماه                     | ژانویه             | فوریه              | مارس               | آوریل              | مه                 | ژوئن               | ژوئیه              | اوت                | سپتامبر            | اکتبر              | نوامبر             | دسامبر             | سال                |
| ----------------------- | ------------------ | ------------------ | ------------------ | ------------------ | ------------------ | ------------------ | ------------------ | ------------------ | ------------------ | ------------------ | ------------------ | ------------------ | ------------------ |
| میانگین بیش‌ترین °C (°F) | ۰ (۳۲)             | ۲ (۳۶)             | ۱۱ (۵۲)            | ۲۰ (۶۸)            | ۲۸ (۸۲)            | ۳۲ (۹۰)            | ۳۵ (۹۵)            | ۳۲ (۹۰)            | ۲۷ (۸۱)            | ۱۹ (۶۶)            | ۹ (۴۸)             | ۱ (۳۴)             | ۱۸ (۶۴٫۵)          |
| میانگین کم‌ترین °C (°F)  | −۱۰ (۱۴)           | −۷ (۱۹)            | −۱ (۳۰)            | ۶ (۴۳)             | ۱۱ (۵۲)            | ۱۶ (۶۱)            | ۱۸ (۶۴)            | ۱۶ (۶۱)            | ۱۰ (۵۰)            | ۲ (۳۶)             | −۴ (۲۵)            | −۸ (۱۸)            | ۴٫۱ (۳۹٫۴)         |
| بارندگی میلی‌متر (اینچ)  | ۲۵ (۰٫۹۸)          | ۲۷ (۱٫۰۶)          | ۳۰ (۱٫۱۸)          | ۳۵ (۱٫۳۸)          | ۲۵ (۰٫۹۸)          | ۱۰ (۰٫۳۹)          | ۵ (۰٫۲)            | ۵ (۰٫۲)            | ۵ (۰٫۲)            | ۱۵ (۰٫۵۹)          | ۲۵ (۰٫۹۸)          | ۳۵ (۱٫۳۸)          | ۲۴۲ (۹٫۵۲)         |
| منبع: Svali.ru          |                    |                    |                    |                    |                    |                    |                    |                    |                    |                    |                    |                    |                    |

## طراز در ادبیات فارسی
طراز شهری کهن است که در ادبیات فارسی نیز به آن زیاد اشاره شده‌است.
لغتنامه دهخدا به نقل از چندین منبع قدیمی این شهر را «شهری از ترکستان، نزدیک اسپیجاب» توصیف می‌کند که «منسوب است به خوبان و اهل آن به کمال شهرهٔ آفاقند».
چنان‌که قطران می‌گوید:
ز چینِ زلف مه نیکوان چین و تراز
همیشه سلسله‌ساز است باد و درع طراز.
رودکی سمرقندی نیز نام طراز را اینچنین در شعر خود می‌آورد:
روی به محراب نهادن چه سود
دل به بخارا و بتان طراز
ایزد ما وسوسهٔ عاشقی
از تو پذیرد، نپذیرد نماز
امیرخسرو دهلوی در دیوانش طراز را اینچنین می‌آورد:
قلم را داد سودای الهی
که بنوشت این سپیدی و سیاهی
بتان چین و خوبان طرازی
پدید آورد بهر عشق بازی

فردوسی در شاهنامه از طراز که به زیبارویانش معروف بوده چندین بار نام برده است:
دو آبرو به سان کمان طراز
بر او توز پوشیده از مشک و ناز

پری روی گلرخ بتان طراز
برفتند و بردند پیشش نماز

شدند اندر ایوان بتان طراز
نشستند با ماه و گفتند راز